# Opole ’76 – Premiery
Opole ’76 – Premiery – album, na który złożyły się piosenki polskich piosenkarek i piosenkarzy biorących udział 
w koncercie „Premiery” XIV Festiwalu Piosenki Polskiej w Opolu w 1976.
Winylowy LP został wyprodukowany i wydany przez Polskie Nagrania „Muza” SX 1357.

## Muzycy
- wokaliści (jak w liście utworów)
- Orkiestra Polskiego Radia i Telewizji Studio S-1 p/dyr. Andrzeja Trzaskowskiego
- Grupa wokalna Alibabki – wokal towarzyszący („Ballada o nieznajomych” i „Tańczy Józefinka”)

## Lista utworów
Strona A
| 1. | „Tyle już było słów” Jadwiga Strzelecka, Krystyna Prońko, Lucyna Owsińska (muz. Janusz Koman, sł. Ryszard Czubaczyński) | 4:25  |
|    | |       |
| 2. | „Zenek blues czyli rusz się Zenek” Andrzej Rosiewicz i Asocjacja HAGAW (muz. Edward Dyląg, sł. Andrzej Rosiewicz)       | 4:10  |
|    | |       |
| 3. | „Pokochają nas” Bene Nati (zespół wokalny) (muz. Stefan Rembowski, sł. Andrzej Bianusz)                                 | 3:50  |
|    | |       |
| 4. | „Ballada o nieznajomych” Zbigniew Wodecki (muz. Zbigniew Wodecki, sł. Janusz Terakowski)                                | 7:15  |
|    | |       |
|    | | 19:40 |
|    | |       |
Strona B
| 1. | „Stary dobry rock and roll” Wojciech Skowroński (muz. Jerzy Milian, sł. Andrzej Tara) | 2:30  |
|    |                                                                                       |       |
| 2. | „Samotna rękawiczka” Alibabki (muz. Jerzy Dobrzyński, sł. Agnieszka Osiecka)          | 3:30  |
|    |                                                                                       |       |
| 3. | „Szczęściara” Katarzyna Niemiec (muz. Jacek Szczygieł, sł. Józef Prutkowski)          | 3:15  |
|    |                                                                                       |       |
| 4. | „Tańczy Józefinka” Jolanta Zakonek (muz. Lucjan Kaszycki, sł. Jan Gałkowski)          | 3:00  |
|    |                                                                                       |       |
| 5. | „Nie kochaj mnie a lub” Barbara Dunin (muz. Wiktor Kolankowski, sł. Jerzy Miller)     | 3:05  |
|    |                                                                                       |       |
| 6. | „Sobą być” Marianna Wróblewska (muz. Maciej Rostkowski, sł. Barbara Rybałtowska)      | 4:10  |
|    |                                                                                       |       |
|    |                                                                                       | 19:30 |
|    |                                                                                       |       |

## Informacje uzupełniające
- Nagrania radiowe
- Projekt graficzny okładki – Alicja Szubert-Olszewska
- Piosenka „Zenek blues” Andrzeja Rosiewicza znana jest również pod tytułem „Nie kupię dzieciom saneczek”